# Andy Biersack
Andrew Dennis Biersack (ur. 26 grudnia 1990), potocznie znany jako Andy Biersack lub Andy Black, jest amerykańskim piosenkarzem, autorem tekstów i aktorem. Jest założycielem i głównym wokalistą popularnego amerykańskiego zespołu rockowego Black Veil Brides. Jest jedynym pozostałym oryginalnym członkiem zespołu. W maju 2014 roku rozpoczął swój solowy projekt muzyczny pod pseudonimem Andy Black, po czym w 2016 wydał swój debiutancki album The Shadow Side.

## Wczesne życie i edukacja
Andy urodził się i wychował w Cincinnati w stanie Ohio, jako syn Chrisa i Amy Biersack. Tam uczęszczał do katolickiej szkoły podstawowej, o której wielokrotnie wspominał w wywiadach. Jego nauczycielem był Jamie Peters, który później miał duży wpływ na jego twórczość.
Ze względu na sposób ubierania się Andy'ego i muzyki, której słuchał (tj. KISS, The Misfits, Avenged Sevenfold, the Damned, itd.), był prześladowany i zastraszany w szkole przez uczniów. Te sytuacje zostały odtworzone w teledysku "Knives and Pens" w wykonaniu całego zespołu Black Veil Brides.
Jako nastolatek uczęszczał do School for Creative and Performing Arts, gdzie specjalizował się w dramacie i muzyce wokalnej. Dwa dni po ukończeniu 18. roku życia, ukończył szkołę i przeprowadził się do Los Angeles w nadziei na dalszy rozwój swojej potencjalnej kariery.

## Kariera

### Black Veil Brides

#### Główny artykuł:Black Veil Brides
W wieku 14 lat Andy i kilku jego przyjaciół założyło swój pierwszy zespół o nazwie "Biersack". W tym składzie zagrali tylko jeden koncert. Projekt Biersack ostatecznie przekształcił się w znany aktualnie Black Veil Brides. We wrześniu 2009 roku Black Veil Brides podpisał kontrakt z niezależną wytwórnią StandBy Records. Proces tworzenia trasy koncertowej i albumu rozpoczął się natychmiastowo. W 2009 roku wydali swój pierwszy teledysk do utworu "Knives and Pens", który do tej pory zgromadził ponad  milionów wyświetleń. Zespół wyruszył w swoją pierwszą trasę po Stanach Zjednoczonych, którą zatytułowali "On Leather Wings". Ich debiutancki album, We Stitch These Wounds został wydany 20 lipca 2010 roku i sprzedał się w ponad 13 000 egzemplarzach w pierwszym tygodniu, zajmując tym samym 36. miejsce na liście Billboard TOP 200 i pierwsze miejsce na liście Billboard Independet.
Drugi album Set the World on Fire został wydany 14 czerwca 2011 roku przy nakładzie Lava Music/Universal Republic Records. Trzeci album zespołu  Wretched and Divine: The Story of the Wild Ones ukazał się 8 stycznia 2013 roku, natomiast czwarty album (nazwany nazwą grupy) Black Veil Brides ujrzał światło dzienne 27 października 2014 roku. Piąty album Vale ukazał się 12 stycznia 2018 roku.
Aby uczcić 10. rocznice wydania ich pierwszego albumu We Stitch These Wounds, dokonano ponownego nagrania albumu zatytułowanego Re-Stitch These Wounds i wydano go 31 lipca 2020 roku, przed szóstym albumem The Phantom Tomorrow, który wyszedł 29 października 2021 roku. W 2023 wydano cover Sisters of Mercy - Temple of Love we współpracy z VV, co zapowiedziało ich wspólną trasę po Ameryce Północnej.

### Andy Black
W maju 2014 Biersack ujawnił magazynowi Kerrang!, że pracował nad nową muzyką poza Black Veil Brides pod pseudonimem "Andy Black". Andy wyjawił, że jego solowa twórczość będzie miała zupełnie inne brzmienie w porównaniu do zespołu, ponieważ czuł, że nie jest w stanie stworzyć takiego brzmienia w zespole. To właśnie ta decyzja sprawiła, że poza byciem wokalistą BVB, zacznie karierę jako solowy artysta. Inspiracją Andy'ego do tego projektu była jego miłość do muzyki syntezatorowej i gotyckiej z lat 80. Biersack współpracował z byłym producentem Black Veil Brides, Johnem Feldmannem.
19 maja 2014 roku miał premierę swojej pierwszej piosenki zatytułowanej "They Don't Need to Understand", przy którym pomogła mu firma Hot Topic.
Dokładnie 17 marca 2016 roku Biersack ogłosił tytuł swojego pierwszego albumu The Shadow Side, zmieniając przy tym swój pseudonim na Andy Black. Premiera tego albumu została zaplanowana na 6 maja 2016 roku. Główny singiel całego projektu "We Don't Have to Dance" ukazał się 18 marca 2016 r., natomiast teledysk do utworu został nagrany 21 marca.
15 lutego 2019 roku Andy ogłosił swój drugi album The Ghost of Ohio, który został opublikowany 12 kwietnia 2019 roku. Tego samego dnia ukazał się główny singiel albumu "Westwood Road".

## Inna działalność
Po przeprowadzce do Los Angeles na krótki czas zajął się aktorstwem. Zagrał niewielką rolę w reklamie AT&T "Confetti", a także 30-sekundowy spot w reklamie Montana Meth "Jumped". Poza tym wystąpił gościnnie w serialu internetowym "Funny od Die" na YouTube. Zagrał również w pełnometrażowym filmie fabularnym o BVB "Legion of the Black", który został wydany 6 stycznia 2013 roku, jako promujący trzeci album zespołu.
W lutym 2016 r. Andrew Biersack został obsadzony w roli Johnny'ego Fausta w thrillerze o zjawiskach nadprzyrodzonych "American Satan" wraz z Benem Bruce'em. Film został w całości wyreżyserowany przez założyciela Sumarian Records, Asha Avildsena, po czym został wydany 13 października 2017 roku.
Poza działalnością aktorską, rozpoczął swoją przygodę jako autor powieści graficznej o zjawiskach nadprzyrodzonych "The Ghost of Ohio". Podczas tej pracy współpracował z Z2 Comics. Powieść ujrzała światło dzienne 19 kwietnia 2019 roku, jako dodatek do albumu The Ghost of Ohio.
W grudniu 2020 wraz z dziennikarzem Ryanem J. Downeyem napisał They Don't Need to Understand: Stories of Hope, Fear, Family, Life, and Never Giving In.
W latach 2020–2021 Biersack podkładał głos swojemu ulubionemu bohaterowi - Batmanowi, w internetowej adaptacji miniserialu DC Comics: Dark Nights: Death Metal.

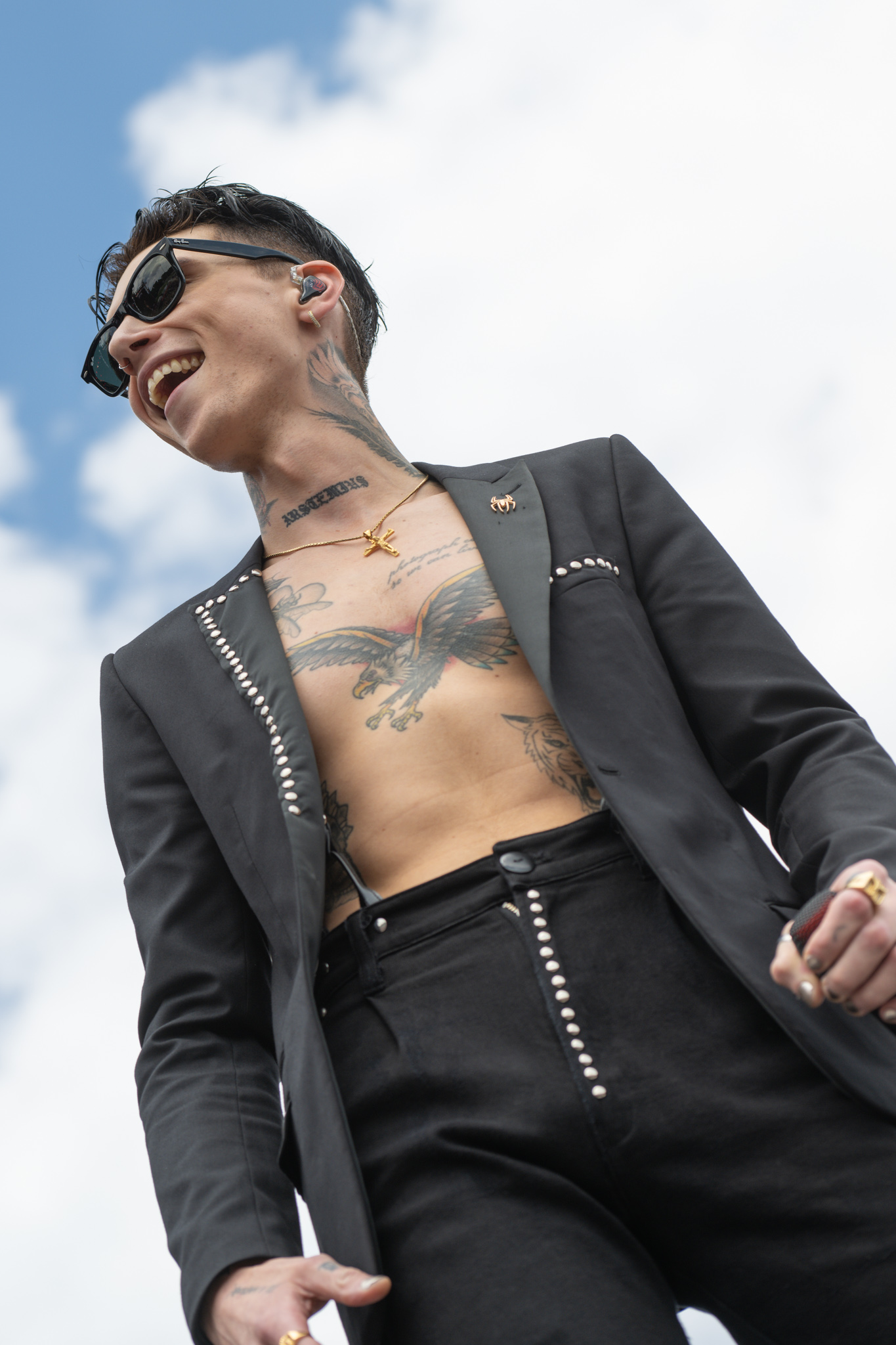
Andy Biersack na festiwalu "Rock im Park" w 2022 roku

## Życie osobiste
Pseudonim sceniczny Andy'ego brzmiał "Andy Six", aż do ok. 2011 r., kiedy zdecydował, że preferuje, żeby nazywano go jego prawdziwym nazwiskiem, czyli "Biersack" - od tamtej pory jest znany jako Andy Biersack. W wywiadzie dla Loudwire w 2012 roku Biersack powiedział, że pomimo tego, że pochodzi z religijnej rodziny, to sam nigdy siebie nie uważał za taką osobę. Przyznał, że na pogrzeb swojego dziadka poszedł tylko dlatego, że bardzo mocno go kochał.
Biersack jest fanem komiksów, a jego ulubione komiksy to Batman: Knightfall, V for Vendetta, Batman: Hush oraz Kingdom Come.
30 października 2016 roku, Biersack wdał się w konflikt fizyczny ze swoją żoną Julliet Simms podczas lotu powrotnego do Los Angeles. Według zeznań w formie wideo złożonych przez Mary Carey, która była świadkiem zdarzenia, Simms uderzyła dwukrotnie Andy'ego w twarz. Carey zeznała również, że Simms uderzyła się w twarz kajdankami należącymi do linii lotniczych, aż zaczęła jej lecieć krew z nosa. Kobieta stwierdziła, że broniła się przed mężem. Na nagraniu przez innego pasażera Simms oskarżyła Andy'ego o złamanie żeber. Pomimo tego, niektórzy świadkowie twierdzą, że Biersack nie podniósł ręki na Juliet. [potrzebne lepsze źródło] Po incydencie małżeństwo wydało oświadczenie, że byli pod wpływem alkoholu oraz potwierdzili, że pomimo tego zdarzenia nie rozstali się.

## Kontuzje na scenie
Biersack odniósł wiele obrażeń podczas występów Black Veil Brides. Najpoważniejszy wypadek był 18 czerwca 2011 roku w Hollywood, gdzie Biersack spadł z wysokości 4,6 m. Próbując wskoczyć z powrotem na scenę, upadł do przodu i uderzył klatką piersiową, kolanami i czaszką o krawędź, co skutkowało złamaniem trzech żeber i przemieszczenie jednego z nich.Ta poważna kontuzja spowodowała, że zespół musiał opuścić pierwszy tydzień trasy Vans Wraped Tour w 2011 roku. 26 października 2011 roku podczas trwania kolejnej trasy koncertowej po Wielkiej Brytanii, Biersack złamał nos o wspornik do perkusji na koncercie w Luksemburgu. Pomimo tej sytuacji, dwa dni później zagrali koncert w Londynie.

## Dyskografia

### Jako Andy Black

#### Albumy
| Tytuł             | Dane                                                                                          |                 |                                                                                          |
| ----------------- | --------------------------------------------------------------------------------------------- | --------------- | ---------------------------------------------------------------------------------------- |
| Tytuł             | Dane                                                                                          | The Shadow Side | • Opublikowane: 6 maja 2016 • Wytwórnia: Republic, Lava • Format: pobieranie cyfrowe, CD |
| The Ghost of Ohio | • Opublikowane: 12 kwietnia 2019 • Wytwórnia: Republic, Lava • Format: pobieranie cyfrowe, CD |                 |                                                                                          |

#### Piosenki
| Piosenka                        | Rok Wydania | Album           |
| ------------------------------- | ----------- | --------------- |
| "They Don't Need to Understand" | 2014        | Brak albumu     |
| "We Don't Have to Dance"        | 2016        | The Shadow Side |
| "My Way"                        | 2018        | Brak albumu     |

#### Artyści z którymi współpracował
| Piosenka  | Rok  | Artysta      | Album              |
| --------- | ---- | ------------ | ------------------ |
| "Asshole" | 2014 | Ronnie Radke | Watch Me - Mixtape |

#### Piosenki bez albumu
| Tytuł                                                | Rok  | Gdzie się znajdują?                     |
| ---------------------------------------------------- | ---- | --------------------------------------- |
| "21 Guns"                                            | 2014 | Kerrang!'s Green Day American Superhits |
| "Beyond My Reach"                                    | 2017 | Warped Tour's 2017 Compilation          |
| "When We Were Young) (feat. Juliet Simms)            | 2017 | Punk Goes Pop Vol. 7                    |
| "My Way" (Frank Sinatra cover)                       | 2018 | Brak albumu                             |
| "Temple of Love" (feat. VV) (Sisters of Mercy cover) | 2023 | Brak albumu                             |

## Filmografia

### Film
| Tytuł          | Rok  | Rola         |
| -------------- | ---- | ------------ |
| American Satan | 2017 | Johnny Faust |

### Telewizja
| Tytuł         | Rok        | Rola         |
| ------------- | ---------- | ------------ |
| Paradise City | 2021-teraz | Johnny Faust |

### Teledyski
| Piosenka                        | Rok  | Album             | Reżyser         | Wyświetlenia na YouTube |
| ------------------------------- | ---- | ----------------- | --------------- | ----------------------- |
| "They Don't Need to Understand" | 2014 | Brak albumu       | Patrick Fogarty | 30.000.000              |
| "We Don't Have to Dance"        | 2016 | The Shadow Side   | Patrick Fogarty | 72.000.000              |
| "Ribcage"                       | 2016 | The Shadow Side   | Dan Sturgess    | 18.000.000              |
| "My Way"                        | 2018 | Brak albumu       | Patrick Fogarty | 2.800.000               |
| "Westwood Road"                 | 2019 | The Ghost of Ohio | NYLA Projects   | 5.300.000               |
| "Ghost of Ohio"                 | 2019 | The Ghost of Ohio | Patrick Fogarty | 2.500.000               |

### Wspólnie z Black Veil Brides (albumy)
- We Stitch These Wounds (2010)
- Set the World on Fire (2011)
- Wretched and Divine: The Story of the Wild Ones (2013)
- Black Veil Brides(inne języki) (2014)
- Vale(inne języki) (2018)
- The Phantom Tomorrow(inne języki) (2021)